# Deutsche Fußballmeisterschaft der A-Junioren 1991/92
Die deutsche Fußballmeisterschaft der A-Junioren 1992 war die 24. Auflage dieses Wettbewerbes. Meister wurde der 1. FC Kaiserslautern, der im Finale den Gastgeber 1. FC Köln mit 5:1 besiegte. Erstmals nahmen an der Endrunde Mannschaften aus den Neuen Bundesländern teil.

## Teilnehmende Mannschaften
An der A-Jugendmeisterschaft nahmen 17 Landesverbandsmeister teil. Dazu kamen aus der Oberliga Nord die jeweils bestplatzierten Vereine aus Schleswig-Holstein, Hamburg, Bremen und Niedersachsen. Der VfB Lübeck trat seinen Platz an den 1. FC Phönix Lübeck ab.
| Regionalverband Nord                                                                                                   | Regionalverband West                                                                       | Regionalverband Südwest                                                                              | Regionalverband Süd | Regionalverband Nordost |
| --- | ------------------------------------------------------------------------------------------ | --- | --- | --- |
| - Schleswig-Holstein: 1. FC Phönix Lübeck - Hamburg: Hamburger SV - Bremen: Werder Bremen - Niedersachsen: Hannover 96 | - Westfalen: Borussia Dortmund - Mittelrhein: 1. FC Köln - Niederrhein: Bayer 05 Uerdingen | - Rheinland: Eisbachtaler Sportfreunde - Südwest: 1. FC Kaiserslautern - Saarland: 1. FC Saarbrücken | - Hessen: Eintracht Frankfurt - Baden: SV Waldhof Mannheim - Südbaden: SC Freiburg - Württemberg: VfB Stuttgart - Bayern: FC Bayern München | - Mecklenburg-Vorpommern: FC Hansa Rostock - Brandenburg: FC Energie Cottbus - Berlin: Hertha BSC - Sachsen-Anhalt: 1. FC Magdeburg - Thüringen: FC Carl Zeiss Jena - Sachsen: 1. FC Dynamo Dresden |

## Vorrunde
Hinspiele: So 24.05. Rückspiele: So 31.05.
|                    | Gesamt          |                     | Hinspiel | Rückspiel |
| ------------------ | --------------- | ------------------- | -------- | --------- |
| Hamburger SV       | 1:1 (1:3 i. E.) | Eintracht Frankfurt | 0:0      | 1:1       |
| FC Energie Cottbus | 03:14           | FC Bayern München   | 2:8      | 1:6       |
| SV Werder Bremen   | 8:0             | 1. FC Phönix Lübeck | 4:0      | 4:0       |
| FC Carl Zeiss Jena | 6:3             | Hannover 96         | 0:1      | 6:2       |
| Hertha BSC         | 4:2             | 1. FC Saarbrücken   | 2:1      | 2:1       |

## Achtelfinale
Hinspiele: Mi/Do 03./04.06. Rückspiele: Sa/So 13./14.06.
|                           | Gesamt |                       | Hinspiel | Rückspiel |
| ------------------------- | ------ | --------------------- | -------- | --------- |
| SV Waldhof Mannheim       | 4:1    | FC Bayer 05 Uerdingen | 3:1      | 1:0       |
| 1. FC Dynamo Dresden      | 1:4    | Hertha BSC            | 0:2      | 1:2       |
| Eisbachtaler Sportfreunde | 03:19  | FC Carl Zeiss Jena    | 02:13    | 1:6       |
| SC Freiburg               | 0:3    | 1. FC Kaiserslautern  | 0:1      | 0:2       |
| FC Bayern München         | 5:2    | SV Werder Bremen      | 1:1      | 4:1       |
| Borussia Dortmund         | 4:1    | FC Hansa Rostock      | 3:0      | 1:1       |
| Eintracht Frankfurt       | 2:5    | VfB Stuttgart         | 1:0      | 1:5       |
| 1. FC Magdeburg           | 2:9    | 1. FC Köln            | 1:5      | 1:4       |

## Viertelfinale
Hinspiele: Mi 17.06. Rückspiele: So 21.06.
|                     | Gesamt |                      | Hinspiel | Rückspiel |
| ------------------- | ------ | -------------------- | -------- | --------- |
| SV Waldhof Mannheim | 0:5    | Hertha BSC           | 0:1      | 0:4       |
| FC Carl Zeiss Jena  | 1:6    | 1. FC Kaiserslautern | 1:3      | 0:3       |
| FC Bayern München   | 6:1    | Borussia Dortmund    | 3:1      | 3:0       |
| VfB Stuttgart       | 2:4    | 1. FC Köln           | 1:2      | 1:2       |

## Halbfinale
Hinspiele: Mi 24.06. Rückspiele: So 28.06.
|                   | Gesamt          |                      | Hinspiel | Rückspiel |
| ----------------- | --------------- | -------------------- | -------- | --------- |
| Hertha BSC        | 2:2 (1:3 i. E.) | 1. FC Kaiserslautern | 2:1      | 0:1       |
| FC Bayern München | 1:4             | 1. FC Köln           | 0:2      | 1:2       |

## Finale
| 1. FC Köln                                                        | 1. FC Köln | 1. FC Kaiserslautern | 1. FC Kaiserslautern |
| ----------------------------------------------------------------- | --- | --- | -------------------- |
| 1. FC Köln                                                        | \| Sonntag, 5. Juli 1992 um 11:00 Uhr in Köln (Franz-Kremer-Stadion) \| \| Ergebnis: 1:5 (0:3) \| \| Zuschauer: 7.000 (ausverkauft) \| \| Schiedsrichter: Michael Malbranc (Hamburg) \|                                                    | \| Sonntag, 5. Juli 1992 um 11:00 Uhr in Köln (Franz-Kremer-Stadion) \| \| Ergebnis: 1:5 (0:3) \| \| Zuschauer: 7.000 (ausverkauft) \| \| Schiedsrichter: Michael Malbranc (Hamburg) \|                                        | 1. FC Kaiserslautern |
| 1. FC Köln                                                        | Ünsal Sönmezoglu – Mirko Stark – Massimiliano Siena (40. Jens Kitzing), Frank Plöger – Markus Carl, Oliver Schmitt, Guido Jörres, Sascha Lenhart, Sascha Koob (46. Roland Brand) – Timo Klein, Carsten Jancker Cheftrainer: Frank Schaefer | Mirko Bitzer – Thomas Hengen – Christian Simon, Torsten Lieberknecht – Ralf Leipold, Alexander Fetzer, Sven Neumann, Timo Gensel, Norman Müller – Marco Dittgen (68. Steffen Brill), Christoph Dengel Cheftrainer: Ernst Diehl | 1. FC Kaiserslautern |
| 1. FC Köln                                                        | 1:3 Mirko Stark (63.) | 0:1 Timo Gensel (24.) 0:2 Christoph Dengel (38.) 0:3 Marco Dittgen (44.) 1:4 Christoph Dengel (77.) 1:5 Christoph Dengel (89.)                                                                                                 | 1. FC Kaiserslautern |
| 1. FC Köln                                                        | Carl | Leipold | 1. FC Kaiserslautern |
| 1. FC Köln                                                        | Zeitstrafe: Jancker (54.) | Zeitstrafe: Dengel (52.) | 1. FC Kaiserslautern |
| Sonntag, 5. Juli 1992 um 11:00 Uhr in Köln (Franz-Kremer-Stadion) | | |                      |
| Ergebnis: 1:5 (0:3)                                               | | |                      |
| Zuschauer: 7.000 (ausverkauft)                                    | | |                      |
| Schiedsrichter: Michael Malbranc (Hamburg)                        | | |                      |